# Troodos
Il Troodos è la catena montuosa di Cipro più grande e più elevata, situata nella parte sud-occidentale dell'isola. La vetta più alta del Troodos è costituita dal Monte Olimpo, che si erge per 1.952 metri sul livello del mare.
La catena montuosa si dipana per gran parte del lato occidentale di Cipro, occupando quasi metà dell'isola. È formata da rocce un tempo appartenenti alla crosta oceanica e tettonicamente portate in superficie, caratterizzate da creste frastagliate e pendici con profonde incisioni.

## Geografia fisica
I monti del Troodos si estendono nell'interno sud-occidentale di Cipro, tra i villaggi di Pomos e Panagia nel distretto di Paphos e ad est fino a Stavrouvouni nel distretto di Larnaca.
Oltre all'Olympos, le seguenti cime sono degne di menzione: Madari (1613 m), Papousta (1554 m), Kionia (1423 m), Tripylos (1362 m) e Kykkos (1318 m).
Tutti i principali fiumi di Cipro, tra cui il Diarizos, l'Ezousa, lo Yalias, il Kouris e il Serrachis, nascono nelle montagne del Troodos.

## Origini del nome
Il nome Troodos ha una di due possibili origini: o τρία + ὁδός (tría + hodós), riferendosi alle tre strade che conducono alla montagna, oppure τό + ὄρος + Ἄδωνις ( Ἄδος) (to + oro + Ados), ovvero le montagne di Adone.

## Geologia

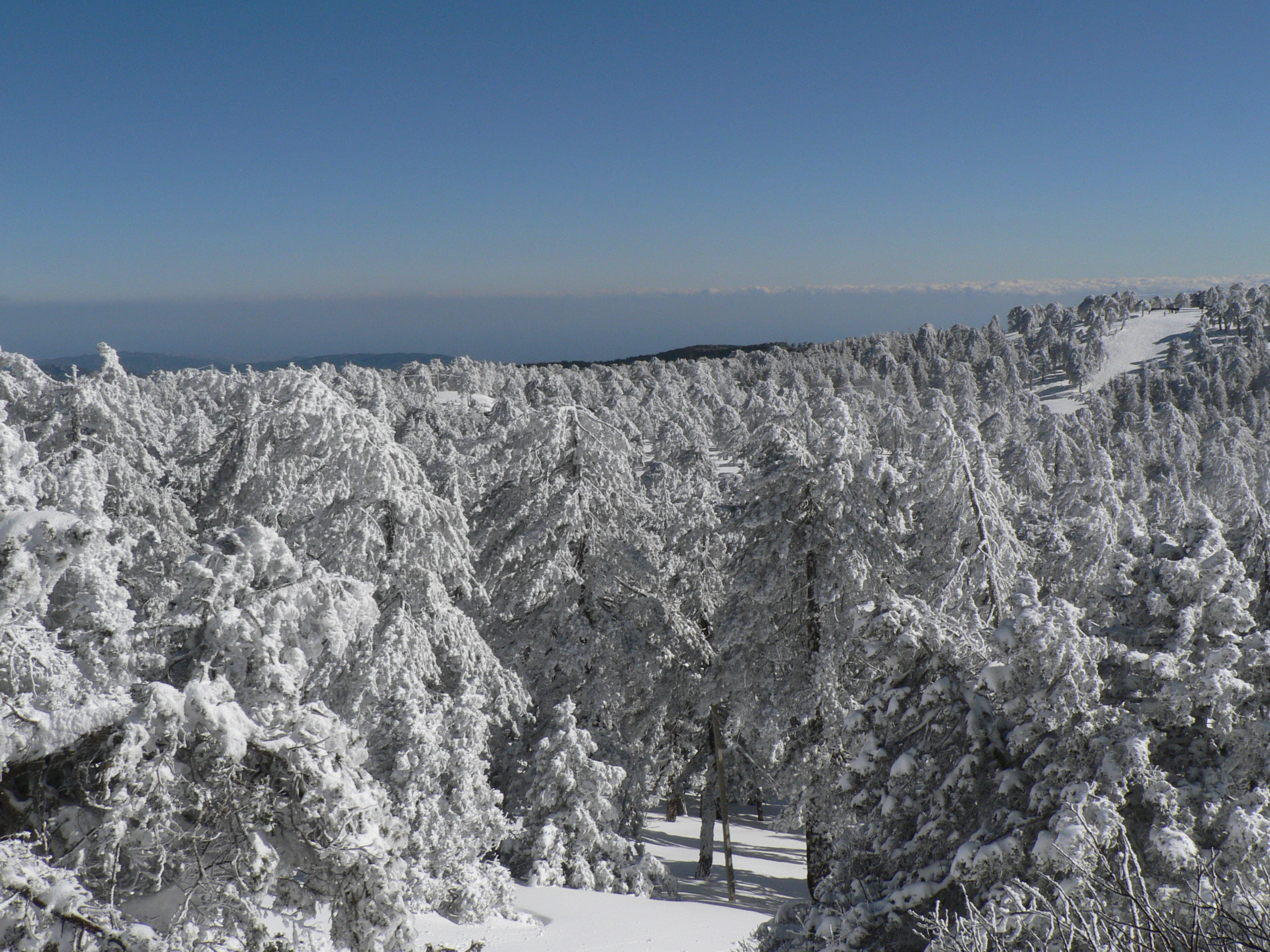
Il monte Olimpo d'inverno

Il Troodos è il massiccio montuoso ofiolitico più studiato al mondo. Più di ogni altra catena montuosa, ha influenzato le teorie geologiche sulla formazione degli oceani e delle placche litosferiche.
Formatosi circa 90 milioni di anni fa sul fondo di un vasto oceano, il massiccio ofiolitico forma oggi le fondamenta dell'isola e quindi anche del Troodos. Le cosiddette plutoniti - prodotti della cristallizzazione da profondità da due a sei chilometri sotto il fondo dell'oceano primordiale - si trovano spesso. Includono cristalli con vari componenti minerali, come olivine, pirosseni e plagioclasio.
Oggi, i cumuli di terra testimoniano l'attività mineraria, che ha avuto un ruolo importante nel Troodos fino a pochi anni fa. L'amianto, tra gli altri a Pani Amiantos, e il cromo sono stati estratti qui fino agli anni 80 del novecento.
Nel 2015, la regione del Geopark è stata certificata con il marchio "UNESCO Global Geopark" a causa della sua unicità geologica.

## Economia

### Turismo

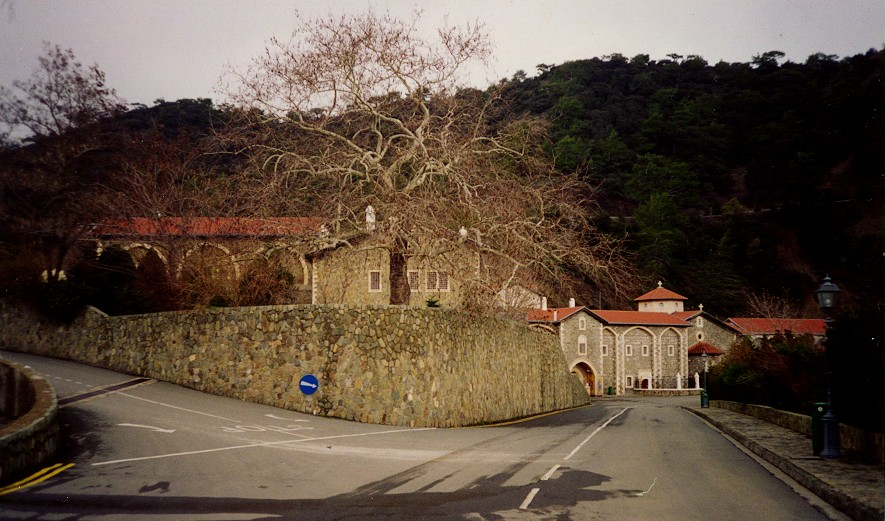
Il monastero di Kikkos

I monti sono luoghi popolari in cui fare escursionismo nei mesi estivi o praticare lo sci nei mesi invernali.
Oltre alle località turistiche, fra le montagne sono presenti anche numerosi monasteri bizantini, principalmente sulle cime o nei loro pressi, fra cui il monastero di Kykkos, e le chiese dipinte, nove edifici che sono stati inseriti nell'elenco dei Patrimoni dell'umanità dell'UNESCO.

### Attività estrattive
Questa regione è stata abitata e sfruttata fin da tempi antichissimi per le sue numerose miniere di rame, cromite e amianto.